# سالوبري
بلدية سالوبري (بالإسبانية: Salobre) هي بلدية تقع في مقاطعة البسيط التابعة لمنطقة كاستيا لا مانتشا وسط إسبانيا.

## الديموغرافيا
بلغ عدد سكان بلدية سالوبري 604 نسمة عام 2011 (وفقاً للمعهد الوطني الإسباني للإحصاء).
| 644 | 618 | 601 | 615 | 591 | 620 | 604 |